# Ornavasso
Ornavasso là một đô thị ở tỉnh Verbano-Cusio-Ossola trong vùng Piedmont, có cự ly khoảng 110 km về phía đông bắc của Torino và khoảng 11 km về phía tây bắc của Verbania. Tại thời điểm ngày 31 tháng 12 năm 2004, đô thị này có dân số 3.277 người và diện tích là 25,9 km².
Đô thị Ornavasso có các frazione (đơn vị cấp dưới) Migiandone.
Ornavasso giáp các đô thị: Anzola d'Ossola, Gravellona Toce, Mergozzo.

## Thành phố kết nghĩa
- Naters, Thụy Sĩ